# UCI Àsia Tour 2022
L'UCI Àsia Tour 2022 és la divuitena edició de l'UCI Àsia Tour, un dels cinc circuits continentals de ciclisme de la Unió Ciclista Internacional. Està format per una quinzena de proves, organitzades entre l'1 de desembre de 2021 i el 8 d'octubre de 2022 a Àsia.

## Evolució del calendari

### Desembre 2021
| Data | Cursa             | País      | Cat. | Vencedor              | Equip              | Ref. |
| ---- | ----------------- | --------- | ---- | --------------------- | ------------------ | ---- |
| 1-6  | Tour de Tailàndia | Tailàndia | 2.1  | Jambaljamts Sainbayar | Terengganu Polygon |      |

### Gener
| Data | Cursa                              | País                | Cat. | Vencedor   | Equip          | Ref. |
| ---- | ---------------------------------- | ------------------- | ---- | ---------- | -------------- | ---- |
| 28-1 | Sharjah International Cycling Tour | Emirats Àrabs Units | 2.2  | Grega Bole | Shabab Al-Ahli |      |

### Febrer
| Data | Cursa                 | País           | Cat. | Vencedor       | Equip        | Ref.  |
| ---- | --------------------- | -------------- | ---- | -------------- | ------------ | ----- |
| 1-5  | Tour d'Aràbia Saudita | Aràbia Saudita | 2.1  | Maxim Van Gils | Lotto-Soudal | [ 2 ] |

### Abril
| Data | Cursa             | País      | Cat. | Vencedor      | Equip                     | Ref.  |
| ---- | ----------------- | --------- | ---- | ------------- | ------------------------- | ----- |
| 1-6  | Tour de Tailàndia | Tailàndia | 2.1  | Alan Banaszek | HRE Mazowsze Serce Polski | [ 3 ] |

### Maig
| Data  | Cursa          | País | Cat. | Vencedor     | Equip     | Ref. |
| ----- | -------------- | ---- | ---- | ------------ | --------- | ---- |
| 15-22 | Volta al Japó  | Japó | 2.1  | Nathan Earle | Team Ukyo |      |
| 27-29 | Tour de Kumano | Japó | 2.2  | Nathan Earle | Team Ukyo |      |

### Juliol
| Data | Cursa                 | País            | Cat. | Vencedor    | Equip                                | Ref. |
| ---- | --------------------- | --------------- | ---- | ----------- | ------------------------------------ | ---- |
| 27-3 | Volta al llac Qinghai | R.P. de la Xina | 2.2  | Jiankun Liu | Pingtan International Tourism Island |      |

### Setembre
| Data | Cursa                      | País | Cat. | Vencedor        | Equip                               | Ref.  |
| ---- | -------------------------- | ---- | ---- | --------------- | ----------------------------------- | ----- |
| 9-11 | Tour de Hokkaido           | Japó | 2.2  | Yusuke Kadota   | EF Education-NIPPO Development Team | [ 4 ] |
| 29-3 | Tour de l'Iran-Azerbaïdjan | Iran | 2.1  | Gianni Marchand | Tarteletto-Isorex                   | [ 5 ] |

### Octubre
| Data | Cursa              | País   | Cat. | Vencedor        | Equip     | Ref.  |
| ---- | ------------------ | ------ | ---- | --------------- | --------- | ----- |
| 2    | Oita Urban Classic | Japó   | 1.2  | Ryuki Uga       | Team Ukyo | [ 6 ] |
| 2-6  | Tour de Taïwan     | Taiwan | 2.1  | Benjamin Dyball | Team Ukyo | [ 7 ] |
| 4-8  | Volta a Síria      | Síria  | 2.2  | Hamza Amari     | Algèria   |       |

## Classificacions
- Nota: classificacions definitives a 31 d'octubre.[8][9]

| #  | Ciclista                | Equip                           | Punts  |
| -- | ----------------------- | ------------------------------- | ------ |
| 1  | Alexey Lutsenko         | Astana Qazaqstan Team           | 490    |
| 2  | Jambaljamts Sainbayar   | Terengganu Polygon Cycling Team | 458,75 |
| 3  | Igor Chzhan             | Almaty Cycling Team             | 385,5  |
| 4  | Yevgeniy Fedorov*       | Astana Qazaqstan Team           | 317,5  |
| 5  | Nariyuki Masuda         | Utsunomiya Blitzen              | 312    |
| 6  | Andrey Zeits            | Astana Qazaqstan Team           | 289    |
| 7  | Yevgeniy Gidich         | Astana Qazaqstan Team           | 192,5  |
| 8  | Gleb Brussenskiy*       | Astana Qazaqstan Team           | 191    |
| 9  | Bilguunjargal Erdenebat | Ferei Mongolia Development Team | 173,75 |
| 10 | Yukiya Arashiro         | Bahrain Victorious              | 165    |

| #  | Equip                                   | Pts.     |
| -- | --------------------------------------- | -------- |
| 1  | Terengganu Polygon Cycling Team         | 1.380,75 |
| 2  | Team Ukyo                               | 836      |
| 3  | Almaty Cycling Team                     | 683,5    |
| 4  | Tashkent City Professional Cycling Team | 560      |
| 5  | Kinan Cycling Team                      | 495      |
| 6  | Ferei Mongolia Development Team         | 462,5    |
| 7  | Azad University Team                    | 444      |
| 8  | Astana Qazaqstan Development Team       | 426      |
| 9  | Utsunomiya Blitzen                      | 376      |
| 10 | Thailand Continental Cycling Team       | 344      |

| #  | País                | Pts.     |
| -- | ------------------- | -------- |
| 1  | Kazakhstan          | 2.144,5  |
| 2  | Mongòlia            | 1.016,25 |
| 3  | Japó                | 974      |
| 4  | Uzbekistan          | 547      |
| 5  | Tailàndia           | 539      |
| 6  | Iran                | 519      |
| 7  | Indonèsia           | 373,5    |
| 8  | Emirats Àrabs Units | 361      |
| 9  | Malàisia            | 329      |
| 10 | Filipines           | 324      |

| #  | País                | Pts.  |
| -- | ------------------- | ----- |
| 1  | Kazakhstan          | 893,5 |
| 2  | Uzbekistan          | 347,5 |
| 3  | Mongòlia            | 213   |
| 4  | Indonèsia           | 189   |
| 5  | Hong Kong           | 187   |
| 6  | Filipines           | 183   |
| 7  | Malàisia            | 173   |
| 8  | Emirats Àrabs Units | 171   |
| 9  | Japó                | 167   |
| 10 | Brunei              | 155   |